# Wiesiołyj (sielsowiet wierchniechotiemlski)
Wiesiołyj (ros. Весёлый) – chutor w zachodniej Rosji, w sielsowiecie wierchniechotiemlskim rejonu fatieżskiego w obwodzie kurskim.

## Geografia
Miejscowość położona jest nad ruczajem Wierchnij Chotieml (lewy dopływ Usoży w dorzeczu Swapy), 2,5 km od centrum administracyjnego sielsowietu (Wierchnij Chotieml), 7 km na południowy zachód od centrum administracyjnego rejonu (Fatież), 39 km na północny zachód od Kurska, 3 km od drogi magistralnej (federalnego znaczenia) M2 «Krym» (część trasy europejskiej E105).
W chutorze znajduje się 20 posesji.
Klimat
Miejscowość, jak i cały rejon, znajduje się w strefie klimatu kontynentalnego z łagodnym ciepłym latem i równomiernie rozłożonymi opadami rocznymi (Dfb w klasyfikacji klimatów Köppena).

## Demografia
W 2010 r. chutor zamieszkiwało 7 osób.